# (5399) Awa
(5399) Awa (1989 BT) – planetoida z grupy pasa głównego asteroid okrążająca Słońce w ciągu 4,7 lat w średniej odległości 2,8 j.a. Odkryta 29 stycznia 1989 roku.